# Dance Again
Dance Again ist ein Lied der US-amerikanischen Sängerin Jennifer Lopez, das sie zusammen mit dem US-Rapper Pitbull aufgenommen hat. Das Lied war die Lead-Single zu Lopez erstem Greatest Hits Album Dance Again … The Hits. Der Song wurde von Enrique Iglesias, RedOne, Pitbull, The Chef und AJ Junior geschrieben. Produziert wurde der Song von RedOne und Kuk Harrell.

## Hintergrund
Im Dezember 2011 wurde angekündigt, dass Jennifer Lopez an einem Greatest Hits Album arbeite. Im folgenden Monat gab Lopez bekannt, dass einiges ihrer neuen Musik vor L.A. Reid vorgespielt wurde. Bei Dance Again handelt es sich um die dritte Zusammenarbeit von Jennifer Lopez und Pitbull.

## Rezensionen
Dance Again wurde von Kritikern überwiegend positiv aufgenommen. Nadeska Alexis von MTV bemerkte Ähnlichkeiten mit Lopez’ Single On the Floor und befand, dass es sicher „nicht ihr originellstes Lied“ sei, aber der Song sei „definitiv peppig und, wie der Titel impliziert, tanzbar“. Robbie Daw vom Idolator fand den Song sogar gelungener als On The Floor, die zweite Zusammenarbeit von Jennifer Lopez und Pitbull.

## Kommerzieller Erfolg

### Chartplatzierungen
Dance Again debütierte auf Platz 27 der Billboard Hot 100, dies war nach All I Have und On the Floor ihr dritthöchster Neueinstieg in den Billboard Hot 100. Später erreichte es mit Platz 17 die Bestplatzierung. Für 1.000.000 verkaufter Einheiten wurde der Song in den USA mit Platin ausgezeichnet. Außerdem erreichte der Song Platz 1 der Hot Dance Club Songs in den USA. In Kanada erreichte der Song Platz 4 der Charts.
In Deutschland debütierte das Lied auf Platz 19 der Single-Charts. Nach der Performance bei Wetten, dass..? erreichte das Lied mit Platz 14 eine neue Bestplatzierung. In der Schweiz kam das Stück ebenfalls auf Platz 14. Das Lied erreichte in UK Platz 11 der Charts.
| ChartsChartplatzierungen       | Höchstplatzierung | Wochen |
| ------------------------------ | ----------------- | ------ |
| Deutschland (GfK)              | 14 (28 Wo.)       | 28     |
| Österreich (Ö3)                | 8 (19 Wo.)        | 19     |
| Schweiz (IFPI)                 | 14 (23 Wo.)       | 23     |
| Vereinigte Staaten (Billboard) | 17 (18 Wo.)       | 18     |
| Vereinigtes Königreich (OCC)   | 11 (4 Wo.)        | 4      |

| ChartsJahrescharts (2012) | Platzierung |
| ------------------------- | ----------- |
| Deutschland (GfK)         | 59          |
| Österreich (Ö3)           | 48          |
| Schweiz (IFPI)            | 69          |

### Auszeichnungen für Musikverkäufe
Die Single wurde in Australien, Kanada, Dänemark, Griechenland, Italien, Mexiko und den USA mit Platin ausgezeichnet. In Belgien, Finnland, Spanien und Österreich wurde der Song mit Gold ausgezeichnet.
| Land/Region                  | Auszeichnungen für Musikverkäufe (Land/Region, Auszeichnung, Verkäufe) | Verkäufe  |
| ---------------------------- | ---------------------------------------------------------------------- | --------- |
| Australien (ARIA)            | Platin                                                                 | 70.000    |
| Belgien (BRMA)               | Gold                                                                   | 15.000    |
| Dänemark (IFPI)              | Gold                                                                   | 15.000    |
| Deutschland (BVMI)           | Platin                                                                 | 300.000   |
| Finnland (IFPI)              | Gold                                                                   | 5.440     |
| Frankreich (SNEP)            | —                                                                      | 51.200    |
| Italien (FIMI)               | Platin                                                                 | 30.000    |
| Kanada (MC)                  | Platin                                                                 | 80.000    |
| Mexiko (AMPROFON)            | 5× Gold                                                                | 150.000   |
| Österreich (IFPI)            | Gold                                                                   | 15.000    |
| Schweden (IFPI)              | Platin                                                                 | 40.000    |
| Spanien (Promusicae)         | Gold                                                                   | 20.000    |
| Vereinigte Staaten (RIAA)    | Platin                                                                 | 1.200.000 |
| Vereinigtes Königreich (BPI) | Silber                                                                 | 200.000   |
| Insgesamt                    | 1× Silber · 6× Gold · 8× Platin ·                                      | 2.191.640 |

Hauptartikel: Jennifer Lopez/Auszeichnungen für Musikverkäufe